# Stefan Babović
Stefan Babović (Servisch: Стефан Бабовић) (Berane, 7 januari 1987) is een Servisch betaald voetballer die bij voorkeur als middenvelder speelt. In november 2007 debuteerde hij in het Servisch voetbalelftal.
Babović kwam vanaf augustus 2009 een jaar uit voor Feyenoord, dat hem huurde van FC Nantes. Zijn salaris bij Feyenoord werd deels betaald door zijn vader. Voor Feyenoord scoorde hij de 2-0 in de bekerwedstrijd tegen FC Den Bosch, de 1-1 tegen FC Groningen in de Kuip en de 0-1 in de vriendschappelijke wedstrijd tegen VV Hierden. Aan het einde van seizoen wilde Feyenoord niet verder met Babović.
Hij tekende in augustus 2010 een tweejarig contract bij FK Partizan, dat hem transfervrij inlijfde nadat Feyenoord zijn huurverbintenis niet omzette in een vaste aanstelling. In 2012 ging hij naar Real Zaragoza.

## Trivia
Babović haalde in het seizoen 2008/09 het nieuws toen hij zijn Nantes-ploeggenoot Djamel Abdouyn buiten bewustzijn schopte.

## Statistieken
| Seizoen | Club               | Competitie       | Duels | Goals |
| ------- | ------------------ | ---------------- | ----- | ----- |
| 2003/04 | FK Partizan        | Superliga        | 4     | 0     |
| 2004/05 | FK Partizan        | Superliga        | 9     | 1     |
| 2005/06 | FK Partizan        | Superliga        | 23    | 3     |
| 2006/07 | OFK Beograd        | Superliga        | 27    | 6     |
| 2007/08 | OFK Beograd        | Superliga        | 15    | 3     |
| 2007/08 | → FC Nantes (huur) | Ligue 2          | 15    | 0     |
| 2008/09 | FC Nantes          | Ligue 1          | 15    | 0     |
| 2009/10 | FC Nantes          | Ligue 2          | 3     | 0     |
| 2009/10 | → Feyenoord (huur) | Eredivisie       | 10    | 1     |
| 2010/11 | FK Partizan        | Superliga        | 22    | 8     |
| 2011/12 | FK Partizan        | Superliga        | 29    | 4     |
| 2012/13 | FK Partizan        | Superliga        | 0     | 0     |
| 2012/13 | Real Zaragoza      | Primera División | 9     | 0     |
| 2013/14 | FK Vozdovac        | Superliga        | 21    | 3     |
| 2014/15 | FK Vozdovac        | Superliga        | 10    | 4     |
| 2014/15 | FK Partizan        | Superliga        | 12    | 2     |
| 2015/16 | FK Partizan        | Superliga        | 14    | 3     |
| Totaal  | Totaal             | Totaal           | 238   | 38    |